# Dicentrus bluthneri
Dicentrus bluthneri är en skalbaggsart som beskrevs av Leconte 1880. Dicentrus bluthneri ingår i släktet Dicentrus och familjen långhorningar. Inga underarter finns listade i Catalogue of Life.